# Aythya innotata
El porrón malgache (Aythya innotata) es una especie de ave anseriforme de la familia Anatidae endémica de Madagascar. Es el único pato buceador de la isla. Se consideró extinto desde finales de 1990, pero algunos especímenes de la especie fueron redescubiertos en el lago Matsaborimena en Madagascar en 2006. A partir de marzo de 2013 la población es de alrededor de 80 individuos.

## Descripción
El porrón malgache mide alrededor de 46 cm de largo. Su plumaje es principalmente de tonos pardos oscuros, aunque su vientre es blanco. También presenta una banda blanca en las plumas de vuelo que solo se ve cuando extiende las alas. Los sexos se diferencian principalmente en el color de los ojos, los machos tienen el iris blanco y las hembras castaño. Las hembras son de plumaje de tonos algo más apagados. El pico de ambos des gris oscuro con la punta negra, y sus patas también son grises.

## Taxonomía y etimología
El porrón malgache fue descrito científicamente por el ornitólogo italiano Tommaso Salvadori en 1894, con el nombre de Nyroca innotata, Posteriormente fue trasladado al género Aythya, que tenía prioridad como nombre del género por haber sido creado por Friedrich Boie en 1822. Es una especie monotípica, es decir, no se reconocen subespecies diferenciadas.
La etimología del nombre de su género, Aythya, procede de la palabra griega αἴθυια (aithuia), un ave marina sin identificar citada por Aristóteles; mientras que su nombre específico, innotata, es el término latino que significa «ignorada» en referencia a su naturaleza discreta.

## Amenazas y declive

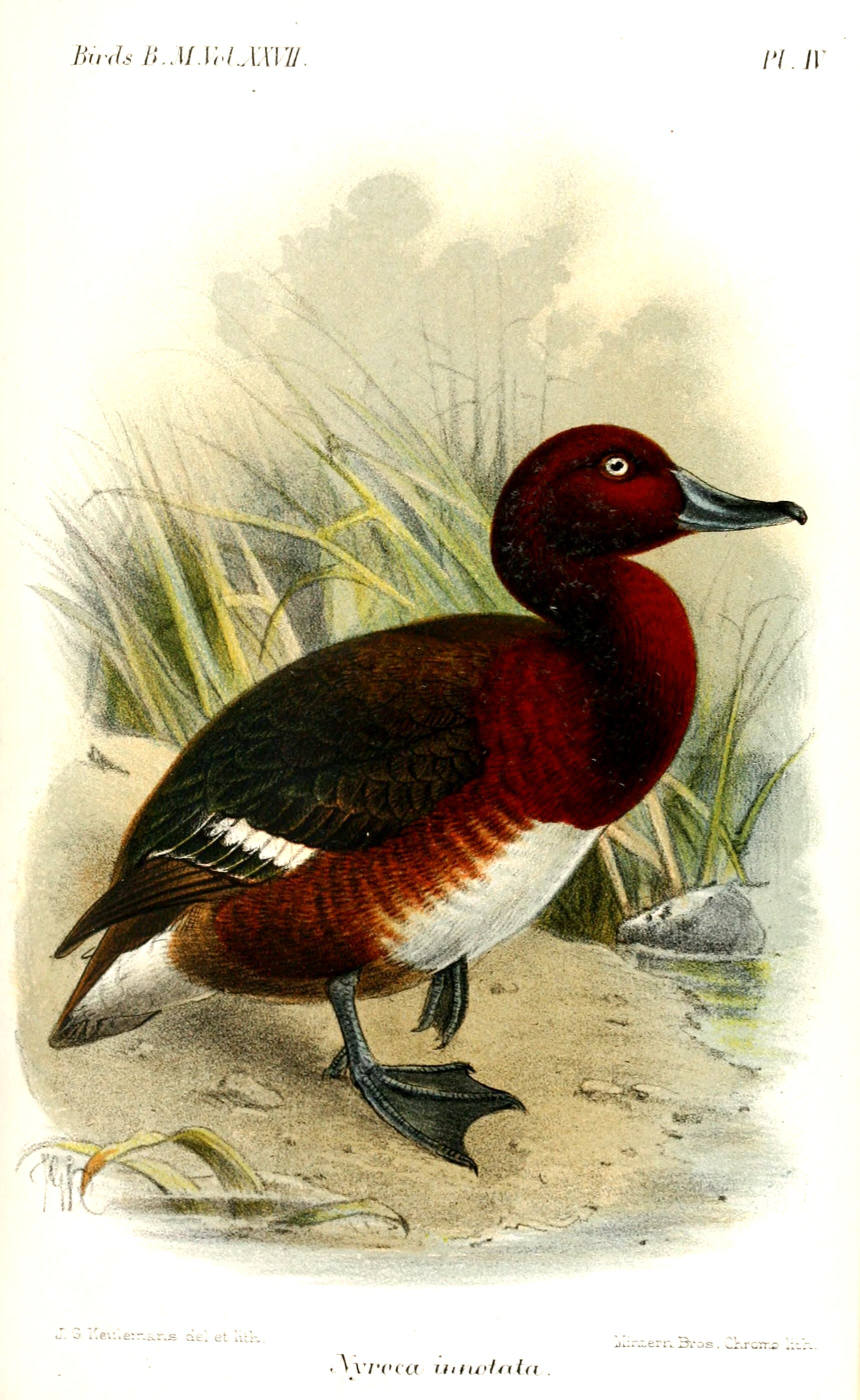
Porrón malgache en el Catalogue of the Birds en el Museo Británico. Volumen 27, 1895.

Según los relatos escritos por Webb y Delacour en la década de 1920 y 1930 parecía que el ave era todavía relativamente común en el lago Alaotra. Se cree que empezó a disminuir drásticamente a finales de la década de 1940 o principios de 1950. La causa de la caída fue la introducción de numerosas especies de peces en el lago que mataron a la mayoría de los polluelos y dañaron los sitios de anidación. El cultivo del arroz, el pastoreo de ganado y la quema de la vegetación de las orillas, así como la introducción de mamíferos (como ratas) y la pesca y caza con redes de enmalle son algunos los factores que llevaron a la desaparición de la especie del lago. El último registro de varias aves en el lago Alaotra es del 9 de junio de 1960, cuando un pequeño grupo de unas 20 aves fue avistado en el lago. A pesar de la rareza de la especie, un macho fue asesinado de un disparo en 1960, la muestra está ahora en manos del Museo Zoológico de Ámsterdam. Hay un informe muy dudoso de un avistamiento realizado en las afueras de Antananarivo en 1970.

## Búsquedas y redescubrimiento
Antes de su redescubrimiento en 2006, el último avistamiento confirmado de la especie fue en 1991 en el lago Alaotra, en la meseta central de Madagascar. Un macho solitario fue encontrado y capturado, se mantuvo en el Jardín Botánico de Antananarivo hasta su muerte un año después. Las búsquedas intensivas y campañas publicitarias en 1989-1990, 1993-1994 y 2000-2001 no llevaron a ningún registro de esta ave. 
Sin embargo, una bandada de nueve adultos y cuatro patitos recién nacidos fueron descubiertos en el lago Matsaborimena, en una zona remota del norte de Madagascar, en noviembre de 2006. La especie fue colocada en la nueva categoría "posiblemente extinta" de la Lista Roja de la UICN en el 2006 tras su redescubrimiento, su estado antiguo de "en peligro crítico" fue restaurado en la edición de 2007. A partir de 2008, solo 25 aves adultas habían sido contadas en la naturaleza.
En 2009, un plan de rescate que implicó a la Durrell Wildlife Conservation Trust y la Wildfowl and Wetlands Trust retiró un lote de huevos listos para la eclosión de un nido junto al lago y los incubó en un laboratorio construido en la orilla del lago. Después de la eclosión, los polluelos de un día fueron llevados a un centro de detención en un hotel local. Criados en cautividad, eclosionaron dieciocho patitos en abril de 2012 en el centro de cría en cautividad en Antsohihy, con lo que la población total aumento a 60. En abril de 2013, la población llegó a 80 aves.